# Kavango-Zambezi grænseoverskridende bevaringsområde
Kavango-Zambezi Transfrontier Conservation Area (KAZA TFCA) er det næststørste natur- og landskabsbevaringsområde i verden, og breder sig over de internationale grænser for fem lande i det sydlige Afrika. Det omfatter store dele af den øvre Zambeziflod og Okavangobassinet og -deltaet, Caprivi-striben i Namibia, den sydøstlige del af Angola, det sydvestlige Zambia, de nordlige vilde områder i Botswana og det vestlige Zimbabwe. Centrum af dette område er ved sammenløbet af Zambezi- og Chobe-floderne, hvor grænserne til Botswana, Namibia, Zambia og Zimbabwe mødes. Området omfatter en række bemærkelsesværdige nationalparker og naturområder herunder Chobe nationalpark, Hwange nationalpark og Victoria Falls. Kavango-Zambezi-området er hjemsted for en bestand på cirka 250.000 dyr, inklusive den største bestand af afrikanske elefanter i verden.

## Historie
Idéen blev initieret af Shoshong Constituency Foundation og World Wide Fund for Nature. Det var inspireret af Okavango–Upper Zambezi International Tourism Initiative og Four Corners Transboundary Natural Resource Management. I 2003 mødtes ministrene med ansvar for turisme i Angola, Botswana, Namibia, Zambia og Zimbabwe i Katima Mulilo, Namibia, om projektet. I 2006 godkendte Southern African Development Community (SADC) KAZA TFCA som et SADC-projekt, og senere i 2006 underskrev de fem partnerlande et aftalememorandum ved Victoria Falls, Zimbabwe. Etableringen af området blev bekræftet den 18. august 2011 gennem en traktat underskrevet af regeringscheferne i de fem deltagende lande. Den officielle åbning af området fandt sted den 15. marts 2012 i Katima Mulilo.
Projektet får økonomisk støtte fra en række forskellige kilder, bl.a. KfW Development Bank, den tyske regering, Verdensbanken, Holland og Sverige.
Løver blev undersøgt i hele området i 2014.  I november 2014 indførte regeringerne i Zambia og Zimbabwe et fælles KAZA-visum, der giver indehavere mulighed for at bevæge sig frit på tværs af grænser inden for det fredede område. 

## Områder i projektet
Kavango-Zambezi grænseoverskridende bevaringsområde har et samlet areal på 520.000 km2. Af dette ligger 17 % i Angola, 30 % i Botswana, 14 % i Namibia, 25 % i Zambia og 14 % i Zimbabwe.
287.132 km2 af området består af eksisterende beskyttede områder. De beskyttede områder er:
i Zambia:
- Kafue nationalpark
- Liuwa Plain nationalpark
- Mosi-oa-Tunya nationalpark
- Kafue nationalpark
- Lower Zambezi nationalpark

i Namibia:
- Bwabwata nationalpark
- Khaudum nationalpark
- Mangetti nationalpark
- Mudumu nationalpark
- Nkasa Rupara nationalpark

i Botswana:
- Chobe nationalpark
- Makgadikgadisaltpanden
- Nxaisaltpanden nationalpark
- Moremi vildtreservat

i Zimbabwe:
- Chizarira nationalpark
- Hwange nationalpark
- Kazuma Pan nationalpark
- Mana Pools nationalpark
- Matusadona nationalpark
- Victoria Falls nationalpark
- Zambezi nationalpark

i Angola:
- Luengue-Luiana nationalpark
- Longa-Mavinga nationalpark